# Skrwa Lewa
Skrwa Lewa (Skrwa) – rzeka w centralnej Polsce, lewy dopływ Wisły o długości 45,2 km. Powierzchnia dorzecza Skrwy obejmuje obszar 400,4 km².

## Bieg rzeki
Źródła rzeki znajdują się na Wysoczyźnie Kłodawskiej, na południe od miejscowości Łanięta. Przepływa m.in. przez Łanięta, Belno, Sokołów, Zaborów Stary, Gostynin, Lucień, Klusek oraz Soczewkę. Swój bieg kończy w Kotlinie Płockiej w okolicy 641 km Wisły w miejscowości Soczewka, gdzie uchodzi do Zbiornika Włocławskiego.

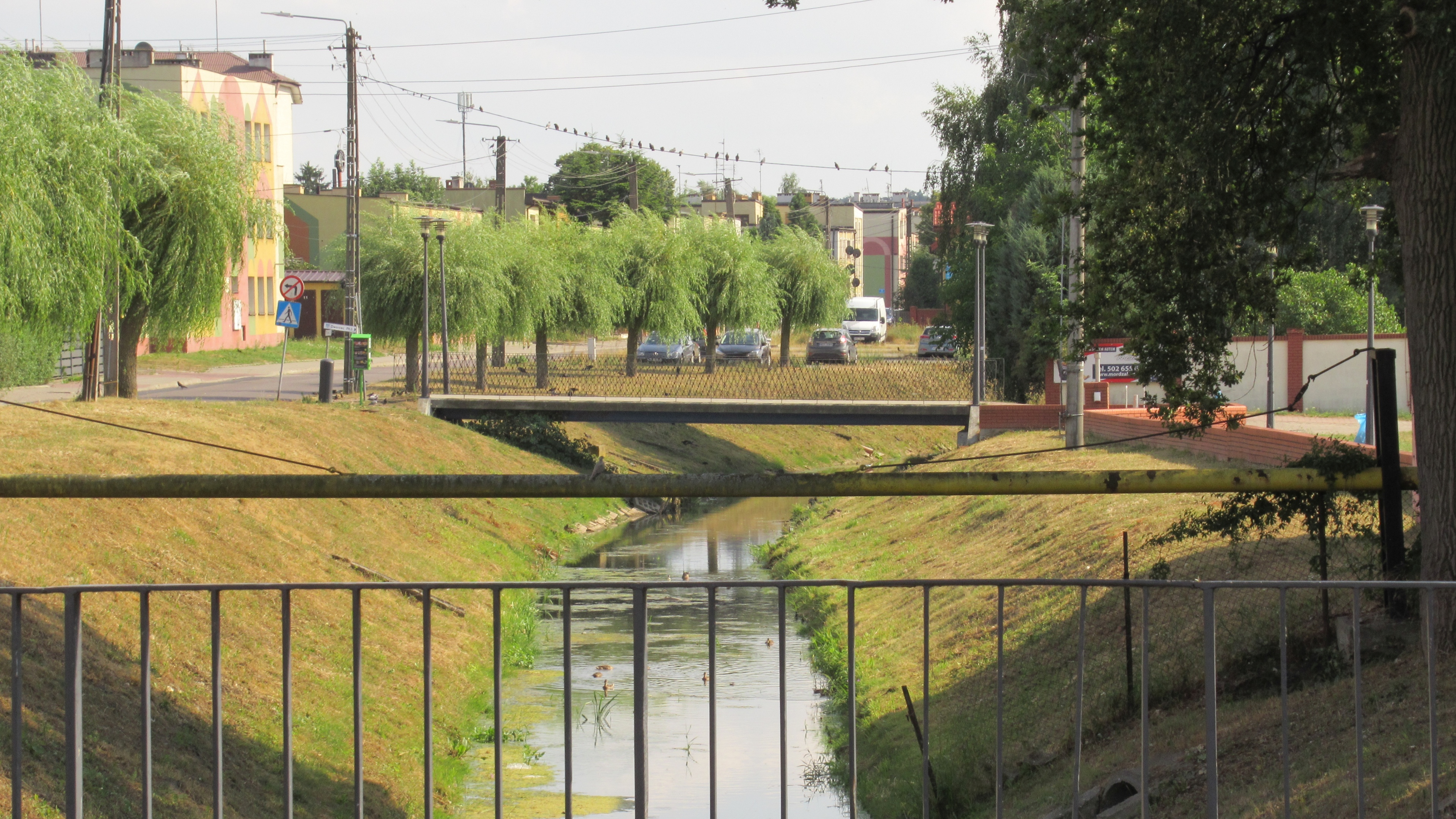
Skrwa Lewa w Gostyninie

## Opis
Skrwa jest największym lewym dopływem Wisły między Bzurą a Zgłowiączką. Najdalszy zasięg zlodowacenia Wisły sprawia, że zlewnia Skrwy nabiera dwudzielnego charakteru – w strefie wysoczyznowej Skrwa i inne cieki wykorzystują rynny subglacjalne, w kotlinnej natomiast krajobraz urozmaicają równoleżnikowe pasy pól wydmowych. W odcinku ujściowym Skrwa rozcinając tarasy pradolinne oraz Wisły utworzyła głęboką na ok. 10 m dolinę.
Wzdłuż doliny rozciąga się oz gostyniński, którego wysokość względem dna doliny dochodzi do ponad 30 m. Szereg wałowych i owalnych pagórków ozu ciągnie się między Ziejką (w pobliżu północnej granicy miasta Gostynin) a Lipą na długości 8 km.
Skrwa Lewa stanowi fragment granicy pomiędzy historycznymi krainami – Kujawami a Mazowszem.
W przeszłości rzeka nosiła nazwę Brwa, z czasem nazwana została Skrwą Lewą. Naprzeciwko, po drugiej stronie Wisły, płynie Skrwa Prawa.

## Ochrona przyrody
Poniżej Gostynina rzeka przepływa przez Gostynińsko-Włocławski Park Krajobrazowy oraz jego otulinę. Powyżej Gostynina natomiast znajduje się szereg rezerwatów przyrody chroniących dolinę: Dybanka, Drzewce oraz Dolina Skrwy.
Między Sokołowem a Gostyninem Skrwa przepływa przez Obszar Chronionego Krajobrazu Dolina Skrwy Lewej.
Dolny odcinek rzeki (w Kotlinie Płockiej, powyżej Zbiornika Soczewka) wraz z doliną został objęty ochroną w ramach programu Natura 2000 – utworzono tam SOOS Dolina Skrwy Lewej.